# Closing Time
Closing Time je debutové studiové album zpěváka Toma Waitse, vydané v roce 1973 u Asylum Records. Album produkoval člen The Lovin' Spoonful Jerry Yester.

## Seznam skladeb
All tracks written by Tom Waits.

### Strana 1
1. "Ol' '55" 3:58
2. "I Hope That I Don't Fall in Love with You" 3:54
3. "Virginia Avenue" 3:10
4. "Old Shoes (& Picture Postcards)" 3:40
5. "Midnight Lullaby" 3:26
6. "Martha" 4:30

### Strana 2
1. "Rosie" 4:03
2. "Lonely" 3:12
3. "Ice Cream Man" 3:05
4. "Little Trip to Heaven (On the Wings of Your Love)" 3:38
5. "Grapefruit Moon" 4:50
6. "Closing Time" (Instrumental) 4:20

## Sestava
- Tom Waits: zpěv, kytara, piáno, Celesta
- Delbert Bennett: trubka
- Tony Terran: trubka
- Shep Cooke: kytara, zpěv
- Peter Klimes: kytara
- Jesse Ehrlich: violoncello
- Bill Plummer: baskytara
- Arni Egilsson: baskytara
- John Seiter: bicí, doprovodný zpěv